# Мошнени (Долж)
Мошнени (рум. Moșneni) насеље је у Румунији у округу Долж у општини Алмаж. Oпштина се налази на надморској висини од 147 m.

## Становништво
Према подацима из 2002. године у насељу је живело 364 становника, од којих су сви румунске националности.